# Numéro CE
Le numéro CE ou plus précisément le numéro de la Communauté européenne est un identifiant unique à sept chiffres attribué aux substances chimiques à des fins de réglementation dans l'Union européenne par la Commission européenne. L'inventaire de la CE comprend trois inventaires distincts, EINECS, ELINCS et la liste des NLP.

## Structure
Le numéro CE peut être écrit sous la forme suivante : NNN-NNN-R, où R est un chiffre de contrôle et N un nombre entier. Le chiffre de contrôle est calculé à l'aide de la méthode ISBN. Selon cette méthode, le chiffre de contrôle R est le modulo 11 de la somme suivante :
{\displaystyle R=(N_{1}+2N_{2}+3N_{3}+4N_{4}+5N_{5}+6N_{6})\mod 11}
Si le reste R est égal à 10, cette combinaison de chiffres n'est pas utilisée pour un numéro CE. À titre d’illustration, le numéro CE de la  dexaméthasone est 200-003-9. N1 est 2, N2 à N5 sont 0 et N6 est 3. 
{\displaystyle {\frac {2+2\!\times \!0+3\!\times \!0+4\!\times \!0+5\!\times \!0+6\!\times \!3}{11}}={\frac {20}{11}}=1+{\frac {9}{11}}}
Le reste est 9, qui est le chiffre de contrôle.
Il existe un ensemble de 181 numéros ELINCS (numéros CE commençant par 4) pour lesquels la somme de contrôle de l'algorithme ci-dessus est 10 et le numéro n'a pas été ignoré, mais émis avec une somme de contrôle de 1.

## Inventaire CE
L'inventaire de la CE inclut les substances dans les inventaires suivants. Le contenu de ces inventaires est fixe et officiel.
| Sigle  | En anglais                                                    | En français                                                          | Portée | Format              |
| ------ | ------------------------------------------------------------- | -------------------------------------------------------------------- | --- | ------------------- |
| EINECS | European Inventory of Existing Commercial Chemical Substances | Inventaire Européen des Substances Chimiques Commerciales Existantes | Substances, à l'exclusion des polymères, enregistrées comme étant disponibles dans le commerce dans l'Union européenne du 1er janvier 1971 au 18 septembre 1981. Elles sont considérées comme des substances bénéficiant d'un régime transitoire au titre du règlement REACH.                                                                                                | 2..-...-. 3..-...-. |
| ELINCS | European List of Notified Chemical Substances                 | Liste Européenne des Substances Chimiques Notifiées                  | Substances notifiées en vertu de la directive de notification des nouvelles substances (Notification of New Substances (NONS)) devenues disponibles dans le commerce après le 18 septembre 1981. | 4..-...-.           |
| NLP    | No Longer Polymers                                            | Ne sont plus des polymères                                           | La définition des polymères a été modifiée en avril 1992 de sorte que des substances précédemment considérées comme des polymères ne le sont plus. En conséquence, une liste, appelée liste NLP (No Longer Polymer), a été établie pour les substances non couvertes par la définition de polymère mais mises sur le marché entre le 18 septembre 1981 et le 31 octobre 1993 | 5..-...-.           |

## Numéros de liste
L’agence européenne des produits chimiques (ECHA) applique également le format de numéros CE à ce qu’elle appelle « numéro de liste ». Les numéros sont attribués dans le cadre du règlement REACH sans être légalement reconnus. Par conséquent, ils ne sont pas officiels car ils n'ont pas été publiés au Journal officiel de l'Union européenne. Les numéros de liste sont des outils administratifs uniquement et ne doivent pas être utilisés à des fins officielles.
| Portéé | Format    |
| --- | --------- |
| Attribué automatiquement, par exemple aux pré-enregistrements de substances avec un numéro CAS                                                                              | 6..-...-. |
| Attribué aux substances après enquête de l'équipe « ECHA Substance ID » | 7..-...-. |
| Attribué automatiquement aux substances identifiées uniquement avec un numéro CAS (suite de la série 6..-...-.)                                                             | 8..-...-. |
| Attribué automatiquement, par exemple, aux pré-enregistrements sans numéro CAS ni autre identificateur numérique (y compris les masses de réaction de plusieurs substances) | 9..-...-. |